# Río Verde (Río Pastaza)
Der Río Verde ist ein linker Nebenfluss des Río Pastaza in der Provinz Tungurahua in Ecuador.

## Flusslauf
Der Río Verde entspringt an der Südwestflanke des 4506 m hohen Cerro Hermoso in der Cordillera Real. Der Flusslauf des Río Verde beginnt am 3860 m hoch gelegenen Bergsee Laguna El Cable. Der Río Verde fließt in überwiegend südlicher Richtung durch das Gebirge und erreicht nach 23 Kilometern auf einer Höhe von 1315 m beim gleichnamigen Ort den nach Osten strömenden Río Pastaza. Die Mündung liegt 14 km östlich von Baños. Unmittelbar oberhalb der Mündung fällt der Fluss etwa 80 m in die Tiefe. Der 61 m hohe Wasserfall trägt die Bezeichnung El Pailón del Diablo und ist ein Wahrzeichen Ecuadors.

## Hydrologie und Einzugsgebiet
Der Río Verde entwässert ein Areal von 136 km². Der mittlere Abfluss beträgt 19,6 m³/s. Das Einzugsgebiet des Río Verde liegt in der gleichnamigen Parroquia rural Río Verde in dem Kanton Baños de Agua Santa. Es wird durch Gebirgskämme von den Flusstälern des Río Muyo (auch Río Verde Chico) im Westen und des Río Topo im Osten getrennt. Das Einzugsgebiet oberhalb von Flusskilometer 11 befindet sich innerhalb des Nationalparks Llanganates.